# Подветренные Гавайские острова
Северо-западные Гавайские острова или Подветренные острова (англ. Northwestern Hawaiian (Leeward) Islands) — маленькие острова и атоллы в гряде Гавайских островов, расположенные на северо-западе (в некоторых случаях, далеко на северо-западе) от островов Кауаи и Ниихау. Они находятся в ведении американского штата Гавайи, за исключением атолла Мидуэй, являющегося неинкорпорированной неорганизованной территорией и находящегося в ведении Службы рыбных ресурсов и дикой природы США. Острова являются частью округа Гонолулу штата Гавайи. Общая площадь земель островов составляет 14,3 км² (8,0485 км² (3,1075 кв миль) без острова Мидуэй (6,23 км²)).

## Острова
- Остров Нихоа площадью в 0,7 км² (156 акров) является самым молодым из островов и самым высоким, со скалами высотой 270 м. Юго-западная часть острова сформирована жерлом вулкана.
- Остров Некер имеет площадь 0,183 км² (40 акров), крюкообразную форму и высоты до 82 м. Остров лишен растительности, использовался древними гавайцами в религиозных целях, но не для проживания.
- Френч-Фригат-Шолс — атолл площадью 520 км² (суша — 0,249 км²), являющийся крупнейшим коралловым рифом на Гавайях. Атолл состоит из десятка островков, на одном из которых находятся аэропорт и постройки.
- Скалы Гарднер — две маленькие базальтовые вершины, последний из скальных островов в гряде Гавайев (0,024 км²). Флора и фауна окружающего рифа очень разнообразна.
- Маро имеет площадь 430 км² (166 квадратных миль), представляет собой чрезвычайно богатую рифовую экосистему, называемую «коралловым садом». Площадь суши — 1,935 км².
- Лайсан — остров площадью 3,69 км². Низменный песчаный остров с естественным озером (одним из пяти на Гавайях). Имеет одну из самых разнообразных экосистем Подветренных Гавайских островов, на нём гнездится около двух миллионов морских птиц.
- Остров Лисянского, площадью 1,556 км², геологически похож на Лайсан, только без озера. Несмотря на то что флора и фауна острова менее разнообразны, окружающий его риф очень богат.
- Перл-энд-Хермес — атолл очень похожий на атолл Френч-Фригат-Шолс (0,36 км²), но гораздо меньший по площади.
- Мидуэй — наиболее широко известный из Подветренных Гавайских островов, также крупнейший по площади (6,23 км²). Здесь состоялась Битва за Мидуэй. До 2006 года имелось постоянное население.
- Атолл Куре — зелёный остров площадью 0,96 км², на котором находились взлетно-посадочные полосы, впоследствии снятые. Самая скудная из экосистем островной гряды.

Северо-западные или Подветренные Гавайские острова включают:
| Карта | Остров (русск.)   | Остров (англ.)         | Остров (гав.) | Площадь, км² | Количество моту | Координаты                       |
| ----- | ----------------- | ---------------------- | ------------- | ------------ | --------------- | -------------------------------- |
|       | Нихоа             | Nihoa                  | Moku Manu     | 0,7          | -               | 23°03′38″ с. ш. 161°55′19″ з. д. |
|       | Некер             | Necker Island          | Mokumanamana  | 0,183        | 1               | 23°34′ с. ш. 164°42′ з. д.       |
|       | Френч-Фригат-Шолс | French Frigate Shoals  | Kānemilohaʻi  | 0,249        | 13              | 23°52,13′ с. ш. 166°17,16′ з. д. |
|       | Скалы Гарднер     | Gardner Pinnacles      | Pūhāhonu      | 0,024        | 2               | 25°01′ с. ш. 167°59′ з. д.       |
|       | Маро              | Maro Reef              | Nalukakala    | 1,935        | -               | 25°25′ с. ш. 170°35′ з. д.       |
|       | Лайсан            | Laysan                 | Kauō          | 3,69         | 1               | 25°25′ с. ш. 170°35′ з. д.       |
|       | Остров Лисянского | Lisianski Island       | Papaʻāpoho    | 1,556        | 1               | 26°04′ с. ш. 173°58′ з. д.       |
|       | Перл-энд-Хермес   | Pearl and Hermes Atoll | Holoikauaua   | 0,36         | 6               | 27°48′ с. ш. 175°51′ з. д.       |
|       | Мидуэй            | Midway-Atoll           | Pihemanu      | 6,23         | 3               | 28°13′ с. ш. 177°22′ з. д.       |
|       | Куре              | Kure-Atoll             | Mokupāpapa    | 0,962        | 2               | 28°25′ с. ш. 178°20′ з. д.       |

## Геология
Подветренные Гавайские острова сформировались примерно 7—30 миллионов лет назад, когда вулканический щит над горячими точками сформировал Гавайские подводные горы на севере и Основные Гавайские острова на юге. Когда Тихоокеанская плита продвигалась на север и позднее на северо-запад над Горячей точкой, извержения вулканов сформировали линейную цепь островов. Изолированные фрагменты суши постепенно выветривались и оседали, эволюционируя от высоких островов на юге, похожих на главные Гавайские острова, до атоллов (или подводных скалл) на севере.
Каждый из островов находится на разной стадии эрозии. Нихоа, Некер и Гарднер являются скалистыми, базальтовыми островами, которые еще не эродировали до формы атоллов. Лайсан и Остров Лисянского низменные, песчаные острова, которые подвергались эрозии дольше. Френч-Фригат-Шолс, Перл-энд-Хермес, Мидуэй являются атоллами.
К северу от точки Дарвина коралловый риф растет медленнее, чем происходит оседание острова, и так как тихоокеанская плита двигается на северо-запад, остров становится подводной скалой. Атолл Куре находится в непосредственной близости от точки Дарвина и будет уходить ко дну океана, когда его коралловый риф не сможет расти быстрее, чем будет происходить оседание острова. Такая судьба ожидает каждый из Гавайских островов.

## Население
Острова необитаемы (2012).